# Ruta Estatal de Alabama 23
La Ruta Estatal de Alabama 23, y abreviada SR 23 (en inglés: Alabama State Route 23) es una carretera estatal estadounidense ubicada en el Condado de St. Clair en el estado de Alabama. La carretera inicia en el Sur desde la US 11 en Springfield, AL sigue en sentido Norte hasta finalizar en la US 231/US 411 en Ashville, AL . La carretera tiene una longitud de 20,2 km (12.6 mi).

## Mantenimiento
Al igual que las autopistas interestatales, y las rutas federales y el resto de carreteras estatales, la Ruta Estatal de Alabama 23 es administrada y mantenida por el Departamento de Transporte de Alabama por sus siglas en inglés ALDOT.

## Cruces
La Ruta Estatal de Alabama 23 es atravesada principalmente por la
I-59 cerca de Springville, AL